# Under the Ladder
Chansons représentant l'Ukraine au Concours Eurovision de la chanson
Time
(2017) Solovey
(2020)
Under the Ladder (« Sous l'échelle ») est une chanson composée et interprétée par le chanteur ukrainien Mélovin. Elle est sortie le 18 janvier 2018 en téléchargement numérique.
C'est la chanson qui représente l'Ukraine au Concours Eurovision de la chanson 2018 à Lisbonne, Portugal. Elle est intégralement interprétée en anglais, et non en ukrainien, le choix de la langue étant libre depuis 1999.

## Concours Eurovision de la chanson

### Sélection nationale
Le 24 février 2018, la chanson Under the Ladder de Mélovin a été sélectionnée en remportant la sélection nationale Vidbir 2018, et sera ainsi la chanson représentant l'Ukraine au Concours Eurovision de la chanson de 2018.

### À Lisbonne
Lors de la seconde demi-finale le 10 mai 2018, Under the Ladder est la 18e et dernière chanson interprétée sur 18 suivant Hvala, ne! de la Slovénie. Elle s'est qualifiée pour la finale en terminant 6e parmi les dix chansons les mieux classées.
Under the Ladder est la 1re chanson interprétée lors de la finale, le 12 mai 2018, avant Tu canción de l'Espagne. À l'issue du scrutin, la chanson s'est classée 17e sur 26 avec 130 points, obtenant 11 points des jurys et 119 points des télévotes,.

## Liste des pistes
Singles de Mélovin
Hooligan
(2017)
| 1. | Under the Ladder | 3:00 |

## Classements

### Classements hebdomadaires
| Classement (2018)                    | Meilleure position |
| ------------------------------------ | ------------------ |
| Suède Heatseeker (Sverigetopplistan) | 9                  |

## Historique de sortie
| Région / Pays | Date            | Format                   | Label      |
| ------------- | --------------- | ------------------------ | ---------- |
| Monde entier  | 18 janvier 2018 | Téléchargement numérique | Umyh Music |